# Llista de disciplines de la Nomenclatura de la UNESCO
Llista dels codis de quatre dígits per a les disciplines dels camps de la ciència i la tecnologia de la nomenclatura de la UNESCO:
| Camp                                  | Codi | Disciplina                                                   |
| ------------------------------------- | ---- | ------------------------------------------------------------ |
| 11 Lògica                             | 1101 | Aplicacions de la lògica                                     |
| 11 Lògica                             | 1102 | Lògica deductiva                                             |
| 11 Lògica                             | 1103 | Lògica general                                               |
| 11 Lògica                             | 1104 | Lògica inductiva                                             |
| 11 Lògica                             | 1105 | Metodologia                                                  |
| 11 Lògica                             | 1199 | Altres                                                       |
| 12 Matemàtiques                       | 1201 | Àlgebra                                                      |
| 12 Matemàtiques                       | 1202 | Anàlisi matemàtica i anàlisi funcional                       |
| 12 Matemàtiques                       | 1203 | Ciències de la computació (vegeu 3304)                       |
| 12 Matemàtiques                       | 1204 | Geometria                                                    |
| 12 Matemàtiques                       | 1205 | Teoria dels nombres                                          |
| 12 Matemàtiques                       | 1206 | Anàlisi numèrica                                             |
| 12 Matemàtiques                       | 1207 | Investigació d'operacions                                    |
| 12 Matemàtiques                       | 1208 | Probabilitat                                                 |
| 12 Matemàtiques                       | 1209 | Estadística                                                  |
| 12 Matemàtiques                       | 1210 | Topologia                                                    |
| 12 Matemàtiques                       | 1299 | Altres                                                       |
| 21 Astronomia i Astrofísica           | 2101 | Cosmologia i cosmogonia                                      |
| 21 Astronomia i Astrofísica           | 2102 | Física interplanetària (vegeu 2512, 3324)                    |
| 21 Astronomia i Astrofísica           | 2103 | Astronomia òptica (vegeu 2209)                               |
| 21 Astronomia i Astrofísica           | 2104 | Planetologia (vegeu 2512, 3324)                              |
| 21 Astronomia i Astrofísica           | 2105 | Radioastronomia                                              |
| 21 Astronomia i Astrofísica           | 2106 | Sistema Solar                                                |
| 21 Astronomia i Astrofísica           | 2199 | Altres                                                       |
| 22 Física                             | 2201 | Acústica                                                     |
| 22 Física                             | 2202 | Electromagnetisme                                            |
| 22 Física                             | 2203 | Electrònica (vegeu 3307)                                     |
| 22 Física                             | 2204 | Mecànica de fluids                                           |
| 22 Física                             | 2205 | Mecànica                                                     |
| 22 Física                             | 2206 | Física molecular                                             |
| 22 Física                             | 2207 | Física nuclear (vegeu 3320)                                  |
| 22 Física                             | 2208 | Nucleònica                                                   |
| 22 Física                             | 2209 | Òptica                                                       |
| 22 Física                             | 2210 | Química Física (vegeu 2307)                                  |
| 22 Física                             | 2211 | Física de l'estat sòlid                                      |
| 22 Física                             | 2212 | Física teòrica                                               |
| 22 Física                             | 2213 | Termodinàmica                                                |
| 22 Física                             | 2214 | Unitats i constants                                          |
| 22 Física                             | 2299 | Altres                                                       |
| 23 Química                            | 2301 | Química analítica                                            |
| 23 Química                            | 2302 | Bioquímica (vegeu 2306)                                      |
| 23 Química                            | 2303 | Química inorgànica (vegeu 3303)                              |
| 23 Química                            | 2304 | Química macromolecular                                       |
| 23 Química                            | 2305 | Química nuclear                                              |
| 23 Química                            | 2306 | Química orgànica                                             |
| 23 Química                            | 2307 | Química física (vegeu 2210)                                  |
| 23 Química                            | 2399 | Altres                                                       |
| 24 Ciències de la vida                | 2401 | Zoologia (vegeu 3109)                                        |
| 24 Ciències de la vida                | 2402 | Antropologia física (vegeu 51)                               |
| 24 Ciències de la vida                | 2403 | Bioquímica (vegeu 2302)                                      |
| 24 Ciències de la vida                | 2404 | Biomatemàtiques                                              |
| 24 Ciències de la vida                | 2405 | Biometria                                                    |
| 24 Ciències de la vida                | 2406 | Biofísica                                                    |
| 24 Ciències de la vida                | 2407 | Citologia                                                    |
| 24 Ciències de la vida                | 2408 | Etologia                                                     |
| 24 Ciències de la vida                | 2409 | Genètica                                                     |
| 24 Ciències de la vida                | 2410 | Biologia humana (vegeu 32)                                   |
| 24 Ciències de la vida                | 2411 | Fisiologia humana                                            |
| 24 Ciències de la vida                | 2412 | Immunologia                                                  |
| 24 Ciències de la vida                | 2413 | Entomologia                                                  |
| 24 Ciències de la vida                | 2414 | Microbiologia                                                |
| 24 Ciències de la vida                | 2415 | Biologia molecular                                           |
| 24 Ciències de la vida                | 2416 | Paleontologia                                                |
| 24 Ciències de la vida                | 2417 | Botànica (vegeu 3103)                                        |
| 24 Ciències de la vida                | 2418 | Radiobiologia                                                |
| 24 Ciències de la vida                | 2419 | Simbiosi                                                     |
| 24 Ciències de la vida                | 2420 | Virologia                                                    |
| 24 Ciències de la vida                | 2499 | Altres                                                       |
| 25 Ciències de la Terra i de l'espai  | 2501 | Ciències de l'atmosfera (vegeu 2502, 2509)                   |
| 25 Ciències de la Terra i de l'espai  | 2502 | Climatologia (vegeu 2501, 2509)                              |
| 25 Ciències de la Terra i de l'espai  | 2503 | Geoquímica                                                   |
| 25 Ciències de la Terra i de l'espai  | 2504 | Geodèsia                                                     |
| 25 Ciències de la Terra i de l'espai  | 2505 | Geografia (vegeu 54)                                         |
| 25 Ciències de la Terra i de l'espai  | 2506 | Geologia                                                     |
| 25 Ciències de la Terra i de l'espai  | 2507 | Geofísica                                                    |
| 25 Ciències de la Terra i de l'espai  | 2508 | Hidrologia                                                   |
| 25 Ciències de la Terra i de l'espai  | 2509 | Meteorologia (vegeu 2501, 2502)                              |
| 25 Ciències de la Terra i de l'espai  | 2510 | Oceanografia                                                 |
| 25 Ciències de la Terra i de l'espai  | 2511 | Ciències del sòl                                             |
| 25 Ciències de la Terra i de l'espai  | 2512 | Ciències de l'espai (vegeu 2102, 2104, 3324)                 |
| 25 Ciències de la Terra i de l'espai  | 2599 | Altres                                                       |
| 31 Ciències agronòmiques              | 3101 | Química agrícola                                             |
| 31 Ciències agronòmiques              | 3102 | Enginyeria agrícola                                          |
| 31 Ciències agronòmiques              | 3103 | Agronomia                                                    |
| 31 Ciències agronòmiques              | 3104 | Animals domèstics                                            |
| 31 Ciències agronòmiques              | 3105 | Animals salvatges                                            |
| 31 Ciències agronòmiques              | 3106 | Ciències forestals                                           |
| 31 Ciències agronòmiques              | 3107 | Horticultura                                                 |
| 31 Ciències agronòmiques              | 3108 | Fitopatologia                                                |
| 31 Ciències agronòmiques              | 3109 | Veterinària                                                  |
| 31 Ciències agronòmiques              | 3199 | Altres                                                       |
| 32 Ciències de la salut               | 3201 | Ciències clíniques                                           |
| 32 Ciències de la salut               | 3202 | Epidemiologia (vegeu 2414, 2420)                             |
| 32 Ciències de la salut               | 3203 | Medicina forense                                             |
| 32 Ciències de la salut               | 3204 | Medicina del treball                                         |
| 32 Ciències de la salut               | 3205 | Medicina interna                                             |
| 32 Ciències de la salut               | 3206 | Ciències de la nutrició (vegeu 3309)                         |
| 32 Ciències de la salut               | 3207 | Patologia                                                    |
| 32 Ciències de la salut               | 3208 | Farmacodinàmica                                              |
| 32 Ciències de la salut               | 3209 | Farmacologia                                                 |
| 32 Ciències de la salut               | 3210 | Medicina preventiva                                          |
| 32 Ciències de la salut               | 3211 | Psiquiatria                                                  |
| 32 Ciències de la salut               | 3212 | Salut pública                                                |
| 32 Ciències de la salut               | 3213 | Cirurgia                                                     |
| 32 Ciències de la salut               | 3214 | Toxicologia                                                  |
| 32 Ciències de la salut               | 3299 | Altres                                                       |
| 33 Ciències tecnològiques             | 3301 | Enginyeria aeronàutica                                       |
| 33 Ciències tecnològiques             | 3302 | Biotecnologia (vegeu 3309)                                   |
| 33 Ciències tecnològiques             | 3303 | Enginyeria química (vegeu 2303, 2304, 2306)                  |
| 33 Ciències tecnològiques             | 3304 | Tecnologia dels ordinadors (vegeu 1203)                      |
| 33 Ciències tecnològiques             | 3305 | Tecnologia de la construcció (vegeu 3312, 5312)              |
| 33 Ciències tecnològiques             | 3306 | Enginyeria elèctrica                                         |
| 33 Ciències tecnològiques             | 3307 | Tecnologia electrònica (vegeu 2202, 2203, 3325)              |
| 33 Ciències tecnològiques             | 3308 | Tecnologia del medi ambient                                  |
| 33 Ciències tecnològiques             | 3309 | Tecnologia de l'alimentació (vegeu 3302, 3206)               |
| 33 Ciències tecnològiques             | 3310 | Enginyeria Industrial (vegeu 5311)                           |
| 33 Ciències tecnològiques             | 3311 | Tecnologia de la instrumentació                              |
| 33 Ciències tecnològiques             | 3312 | Tecnologia dels materials                                    |
| 33 Ciències tecnològiques             | 3313 | Enginyeria mecànica                                          |
| 33 Ciències tecnològiques             | 3314 | Tecnologia mèdica                                            |
| 33 Ciències tecnològiques             | 3315 | Metal·lúrgia                                                 |
| 33 Ciències tecnològiques             | 3316 | Tecnologia dels metalls                                      |
| 33 Ciències tecnològiques             | 3317 | Tecnologia dels vehícles a motor                             |
| 33 Ciències tecnològiques             | 3318 | Mineria                                                      |
| 33 Ciències tecnològiques             | 3319 | Enginyeria naval                                             |
| 33 Ciències tecnològiques             | 3320 | Tecnologia nuclear (vegeu 2207)                              |
| 33 Ciències tecnològiques             | 3321 | Tecnologia del petroli i carbó                               |
| 33 Ciències tecnològiques             | 3322 | Tecnologia energètica                                        |
| 33 Ciències tecnològiques             | 3323 | Tecnologia ferroviària                                       |
| 33 Ciències tecnològiques             | 3324 | Tecnologia de l'espai (vegeu 2512)                           |
| 33 Ciències tecnològiques             | 3325 | Tecnologia de les telecomunicacions (vegeu 2202, 2203, 3307) |
| 33 Ciències tecnològiques             | 3326 | Tecnologia tèxtil                                            |
| 33 Ciències tecnològiques             | 3327 | Tecnologia dels sistemes de transport                        |
| 33 Ciències tecnològiques             | 3328 | Processos tecnològics                                        |
| 33 Ciències tecnològiques             | 3329 | Urbanisme                                                    |
| 33 Ciències tecnològiques             | 3399 | Altres                                                       |
| 51 Antropologia                       | 5101 | Antropologia cultural                                        |
| 51 Antropologia                       | 5102 | Etnografia i Etnologia                                       |
| 51 Antropologia                       | 5103 | Antropologia social                                          |
| 51 Antropologia                       | 5199 | Altres                                                       |
| 52 Demografia                         | 5201 | Fertilitat                                                   |
| 52 Demografia                         | 5202 | Demografia general                                           |
| 52 Demografia                         | 5203 | Demografia urbana                                            |
| 52 Demografia                         | 5204 | Demografia històrica                                         |
| 52 Demografia                         | 5205 | Mortalitat                                                   |
| 52 Demografia                         | 5206 | Característica de la població                                |
| 52 Demografia                         | 5207 | Demografia rural                                             |
| 52 Demografia                         | 5208 | Població i pressió demogràfica                               |
| 52 Demografia                         | 5299 | Altres                                                       |
| 53 Ciències econòmiques               | 5301 | Política fiscal local i hisenda                              |
| 53 Ciències econòmiques               | 5302 | Econometria                                                  |
| 53 Ciències econòmiques               | 5303 | Comptabilitat                                                |
| 53 Ciències econòmiques               | 5304 | Activitat econòmica                                          |
| 53 Ciències econòmiques               | 5305 | Sistemes econòmics                                           |
| 53 Ciències econòmiques               | 5306 | Economia del canvi tecnològic                                |
| 53 Ciències econòmiques               | 5307 | Teoria econòmica                                             |
| 53 Ciències econòmiques               | 5308 | Economia general                                             |
| 53 Ciències econòmiques               | 5309 | Organització industrial i política industrial                |
| 53 Ciències econòmiques               | 5310 | Economia internacional                                       |
| 53 Ciències econòmiques               | 5311 | Gestió empresarial (vegeu 3310)                              |
| 53 Ciències econòmiques               | 5312 | Economia sectorial                                           |
| 53 Ciències econòmiques               | 5399 | Altres                                                       |
| 54 Geografia                          | 5401 | Geografia econòmica                                          |
| 54 Geografia                          | 5402 | Geografia històrica                                          |
| 54 Geografia                          | 5403 | Geografia humana                                             |
| 54 Geografia                          | 5404 | Geografia regional                                           |
| 54 Geografia                          | 5499 | Altres                                                       |
| 55 Història                           | 5501 | Biografies                                                   |
| 55 Història                           | 5502 | Història general                                             |
| 55 Història                           | 5503 | Història de països                                           |
| 55 Història                           | 5504 | Història per èpoques                                         |
| 55 Història                           | 5505 | Ciències auxiliars de la història                            |
| 55 Història                           | 5506 | Històries especialitzades                                    |
| 55 Història                           | 5599 | Altres                                                       |
| 56 Ciències jurídiques i Dret         | 5601 | Legislació canònica                                          |
| 56 Ciències jurídiques i Dret         | 5602 | Teoria i mètodes generals                                    |
| 56 Ciències jurídiques i Dret         | 5603 | Legislació internacional                                     |
| 56 Ciències jurídiques i Dret         | 5604 | Organització legal                                           |
| 56 Ciències jurídiques i Dret         | 5605 | Dret i legislació per estats                                 |
| 56 Ciències jurídiques i Dret         | 5699 | Altres                                                       |
| 57 Lingüística                        | 5701 | Lingüística aplicada                                         |
| 57 Lingüística                        | 5702 | Lingüística diacrònica                                       |
| 57 Lingüística                        | 5703 | Geografia lingüística                                        |
| 57 Lingüística                        | 5704 | Teoria lingüística                                           |
| 57 Lingüística                        | 5705 | Lingüística sincrònica                                       |
| 57 Lingüística                        | 5799 | Altres                                                       |
| 58 Pedagogia                          | 5801 | Teoria i mètodes educatius                                   |
| 58 Pedagogia                          | 5802 | Organització i planificació de l'educació                    |
| 58 Pedagogia                          | 5803 | Preparació i treball dels professors                         |
| 58 Pedagogia                          | 5899 | Altres                                                       |
| 59 Ciències polítiques                | 5901 | Relacions internacionals                                     |
| 59 Ciències polítiques                | 5902 | Ciències polítiques                                          |
| 59 Ciències polítiques                | 5903 | Ideologies polítiques                                        |
| 59 Ciències polítiques                | 5904 | Institucions polítiques                                      |
| 59 Ciències polítiques                | 5905 | Vida política                                                |
| 59 Ciències polítiques                | 5906 | Sociologia política                                          |
| 59 Ciències polítiques                | 5907 | Sistemes polítics                                            |
| 59 Ciències polítiques                | 5908 | Teoria política                                              |
| 59 Ciències polítiques                | 5909 | Administració pública                                        |
| 59 Ciències polítiques                | 5910 | Opinió pública                                               |
| 59 Ciències polítiques                | 5999 | Altres                                                       |
| 61 Psicologia                         | 6101 | Psicologia anormal (vegeu 3211)                              |
| 61 Psicologia                         | 6102 | Psicologia infantil i adolescent                             |
| 61 Psicologia                         | 6103 | Psicoteràpia (vegeu 3211)                                    |
| 61 Psicologia                         | 6104 | Psicologia de l'educació                                     |
| 61 Psicologia                         | 6105 | Avaluació i mesures en psicologia                            |
| 61 Psicologia                         | 6106 | Psicologia experimental                                      |
| 61 Psicologia                         | 6107 | Psicologia general                                           |
| 61 Psicologia                         | 6108 | Psicologia geriàtrica                                        |
| 61 Psicologia                         | 6109 | Psicologia personal i ocupacional                            |
| 61 Psicologia                         | 6110 | Parapsicologia                                               |
| 61 Psicologia                         | 6111 | Personalitat                                                 |
| 61 Psicologia                         | 6112 | Estudis psicològics d'assumptes socials                      |
| 61 Psicologia                         | 6113 | Psicofarmacologia                                            |
| 61 Psicologia                         | 6114 | Psicologia social                                            |
| 61 Psicologia                         | 6199 | Altres                                                       |
| 62 Ciències de les arts i les lletres | 6201 | Arquitectura                                                 |
| 62 Ciències de les arts i les lletres | 6202 | Teoria, anàlisi i crítica literària                          |
| 62 Ciències de les arts i les lletres | 6203 | Teoria, anàlisi i crítica de les belles arts                 |
| 62 Ciències de les arts i les lletres | 6299 | Altres                                                       |
| 63 Sociologia                         | 6301 | Sociologia cultural                                          |
| 63 Sociologia                         | 6302 | Sociologia experimental                                      |
| 63 Sociologia                         | 6303 | Sociologia general                                           |
| 63 Sociologia                         | 6304 | Desordre internacional                                       |
| 63 Sociologia                         | 6305 | Sociologia matemàtica                                        |
| 63 Sociologia                         | 6306 | Sociologia ocupacional                                       |
| 63 Sociologia                         | 6307 | Canvi i desenvolupament social                               |
| 63 Sociologia                         | 6308 | Comunicació social                                           |
| 63 Sociologia                         | 6309 | Grups socials                                                |
| 63 Sociologia                         | 6310 | Problemes i desordre social                                  |
| 63 Sociologia                         | 6311 | Sociologia de les institucions humanes                       |
| 63 Sociologia                         | 6399 | Altres                                                       |
| 71 Ètica                              | 7101 | Ètica clàssica                                               |
| 71 Ètica                              | 7102 | Ètica d'individus                                            |
| 71 Ètica                              | 7103 | Ètica de grup                                                |
| 71 Ètica                              | 7104 | Ètica prospectiva                                            |
| 71 Ètica                              | 7199 | Altres                                                       |
| 72 Filosofia                          | 7201 | Filosofia del coneixement                                    |
| 72 Filosofia                          | 7202 | Antropologia filosòfica                                      |
| 72 Filosofia                          | 7203 | Filosofia general                                            |
| 72 Filosofia                          | 7204 | Sistemes filosòfics                                          |
| 72 Filosofia                          | 7205 | Filosofia de la ciència                                      |
| 72 Filosofia                          | 7206 | Filosofia de la natura                                       |
| 72 Filosofia                          | 7207 | Filosofia social                                             |
| 72 Filosofia                          | 7208 | Doctrines filosòfiques                                       |
| 72 Filosofia                          | 7209 | Altres                                                       |